# Arthrolytus nanus
Arthrolytus nanus is een vliesvleugelig insect uit de familie Pteromalidae. De wetenschappelijke naam is voor het eerst geldig gepubliceerd in 1982 door Askew & Nieves Aldrey.